# Parlamentswahl in Ägypten 2005

Sitzverteilung:
Nationaldemokratische Partei, 311 Sitze
Unabhängige (Muslimbrüder), 88 Sitze
Neue Wafd-Partei, 6 Sitze
National-Progressive Unionistische Partei, 2 Sitze
al-Ghad-Partei, 1 Sitz
andere Unabhängige, 24 Sitze
Ernannte Mitglieder, 10 Sitze

Die Ägyptischen Parlamentswahlen von 2005 waren in drei Runden abgehaltene Wahlen, bei denen im November und Dezember 2005 das Unterhaus, die sogenannte Volksversammlung, bestimmt wurde. 
Die Wahlen bildeten die Achte Versammlung seit der Annahme der Verfassung von 1971. Sie wurden als Teil damaliger politischer Reformen betrachtet. Obwohl die regierende Nationaldemokratische Partei (NDP) ihre Mehrheit behaupten konnte und somit auch die Versammlung dominierte, errangen Oppositionsparteien und Unabhängige große Gewinne: Nachdem sich bereits nach den ersten Wahlrunden ein Erstarken der Muslimbrüder abgezeichnet hatte, war die letzte Runde überschattet von gewaltsamen Versuchen der Sicherheitskräfte, deren Anhänger am Betreten der Wahllokale zu hindern; dabei wurden 12 Menschen getötet. Der Erfolg der Muslimbrüder war vor allem auf ihr soziales Engagement in den Kairoer Armenvierteln zurückzuführen, was von der NDP geduldet wurde.

## Ausgangssituation
Die Zahl der Sitze in der Versammlung betrug 454, bei den Parlamentswahlen von 2000 gewann die regierende NDP noch 417 von ihnen. Die größte Oppositionspartei, die Neue Wafd-Partei, hatte lediglich sechs Sitze, dicht darauf folgte die National-Progressive Unionistische Partei. Jeweils einen Sitz hatten die Arabisch-Demokratische Nasseristische Partei und die Liberale Partei. Unabhängige hatten 14 Sitze und weitere 10 Sitze waren ernannt.

## Teilnehmer
Über 7000 Kandidaten traten in 22 Wahlkreisen für die 444 gewählten Sitze der Versammlung an.
Es traten insgesamt 8 anerkannte politische Parteien an, die ein breites politisches Spektrum umfassten, sowie verschiedene Interessensgruppen, so etwa wie die Kifaja-Bewegung ("Genug!") und die fundamentalistische Muslimbruderschaft. 

## Durchführung
Die offiziellen Wahlbeobachter der Wahlen waren die Justiz und der Nationalrat für Menschenrechte (NCHR) von der Exekutive. Über 30 Menschenrechtsorganisationen, zivilgesellschaftliche Gruppen und Nichtregierungsorganisationen versprachen, die Wahlen zu beobachten. 
Die Justiz forderte die Zivilgesellschaft auf, eine "Nationale Behörde für Wahlbeobachtung" zu bilden, welches die Parlamentswahlen dann auch beobachten sollte. Auch diese Behörde würde die hölzernen Wahlurnen durch transparente ersetzen (welche dieses Jahr eingeführt wurden), Überwachungskameras in die Wahllokale installieren – welche die Beobachtung des Wahlprozesses gewährleisten (was auch teilweise durch die Medien getan wurde) – und die Stimmenauszählungen live über das Staatsfernsehen ausstrahlen.

## Ergebnisse nach erstem Wahlgang
Von den 164 Sitzen gewann die Nationaldemokratische Partei 112 Sitze (etwa 75 %), die säkularen politischen Parteien 5 Sitze und Unabhängige insgesamt 47 Sitze. Von den gewählten 47 Unabhängigen waren 34 Kandidaten der Muslimbruderschaft, was als Hauptüberraschung dieser Wahl betrachtet wurde. Zudem verdoppelte die Bruderschaft ihre Präsenz in der Versammlung allein im ersten Wahlgang.
Nach offiziellen Angaben haben knapp 2.300.000 registrierte Wähler ihre Stimmen abgegeben, was in einer Wahlbeteiligung von insgesamt etwa 23 % resultierte.

## Stichwahlen
Stichwahlen wurden in 74 Wahlkreisen über 133 Sitze abgehalten, wobei die Zahl der registrierten Wähler etwa 9.990.550 erreichte. Als Ergebnis hatten die Stichwahlen, dass die Kandidaten der Nationaldemokratischen Partei 85 Sitze gewannen, die Kandidaten der Neue Wafd-Partei 2, die National-Progressive Unionistische Partei ebenfalls 2, die al-Ghad-Partei einen und unabhängige Kandidaten 43.
Die Stichwahlen der dritten und letzten Runde wurden am Mittwoch, den 7. Dezember über die verbliebenen 127 Sitze abgehalten. Elf Sitze gingen an die Muslimbruderschaft und die NDP erhielt 111, wobei 5 Sitze immer noch frei verblieben. Die Ergebnisse in einigen Wahlkreisen wurden später angekündigt und 12 Sitze wurden in weiteren Stichwahlen entschieden.

## Gesamtergebnis
Die offiziell verbotene Muslimbruderschaft, dessen Kandidaten als Unabhängige antraten, hatte nun insgesamt 87 Sitze in der 454-Sitze-Versammlung, fast das Sechsfache an Sitzen, die sie zuvor innehatte. Die regierende Nationaldemokratische Partei gewann mindestens 311 Sitze, signifikant weniger als die 404 Sitze, die sie bei den Wahlen 2000 gewann, jedoch neun Sitze über der kritischen parlamentarischen Zweidrittelmehrheit (302 Sitze), die erforderlich sind, um die Verfassung zu ändern.
Oppositionsparteien und andere fraktionslose Unabhängige gewannen zusammen insgesamt 36 Sitze. Mit den Ergebnissen von einigen Wahlkreisen, die später angekündigt wurden, und sieben Kandidaten, die noch in Nachwahlen antraten, gewann diese Gruppe weitere Sitze.
Eine Gesamtzahl von 432 Mitgliedern der bisherigen Versammlung (etwa 77,5 %) verloren ihre Sitze bei den Wahlen.
Die 454 Sitze der Achten Volksversammlung:
|        | Nationaldemokratische Partei                                            | 311 | −42 | 68,5 % |       |       |       |
|        | Neue Wafd-Partei                                                        | 6   | −1  | 1,3 %  |       |       |       |
|        | National-Progressive Unionistische Partei                               | 2   | −4  | 0,4 %  |       |       |       |
|        | al-Ghad-Partei                                                          | 1   | +1  | 0,2 %  |       |       |       |
|        | Arabisch-Demokratische Nasseristische Partei oder Nasseristische Partei | 0   | −3  | 0 %    |       |       |       |
|        | Liberale Partei                                                         | 0   | −1  | 0 %    |       |       |       |
|        | Unabhängige (Muslimbrüder)                                              | 88  | +71 | 19,4 % |       |       |       |
|        | Unabhängige (andere)                                                    | 24  | −31 | 5,3 %  |       |       |       |
|        | Ernannte Mitglieder                                                     | 10  | 0   | 2,2 %  |       |       |       |
| Gesamt | Gesamt                                                                  | 454 | 0   | 100 %  | 100 % | 100 % | 100 % |

## Bedeutung und Auswirkung

### Siegeszug der Muslimbrüder
Eine der überraschendsten Wahlergebnisse war das Verfünffachen der Sitzanzahl der Muslimbruderschaft (MB). Die Muslimbrüder bilden somit den größten Oppositionsblock im Parlament. Sie erhielten diese Sitze, ohne dass sie ein Programm oder eine klare Politik haben, und forderten die anderen Parteien mit einem Slogan heraus, "Der Islam ist die Lösung".
Sorgen um die Bruderschaft fesseln vor allem die Kopten ebenso wie die gemäßigten Muslime sowie säkulare Kreise, da die Agenda der Muslimbruderschaft immer noch vage blieb.
Viele argumentieren, dass nun – mit der Muslimbruderschaft in der Legislatur statt im Untergrund – sie ihre Ideen nun voll der öffentlichen Meinung darstellen muss, wo ihre Sichtweise nun einer Debatte, Kritik und Revision unterzogen werden muss. Dies müsse mit der Transformation der meisten ihrer extremen Ideen zu säkulareren einhergehen, was die Gruppe der politischen Arena gewohnt macht. Jene Intellektuellen argumentieren, dass das Unterdrücken religiöser Strömungen sie nicht schwäche, sondern sie sogar weiter stärke. Die Ergebnisse dieser Wahl scheinen das Aufkommen der Muslimbrüder von einer beliebten Untergrundorganisation hin zu einer zivilen politischen Partei zu signalisieren.

### Religion und Politik
Viele politischen Experten und Schreiber argumentieren, dass das hauptslogan der Muslimbruderschaft eine Verletzung der ägyptischen Verfassung darstellt, welche Religionsfreiheit und die Gleichheit der Bürger garantiert. Während die Muslimbrüder kontinuierlich behaupten, dass, seitdem die Verfassung die islamische Scharia als eine der Quellen der Gesetzgebung und den Islam als Staatsreligion übernahm, der Slogan sich daher auch an die Linie der Verfassung hält.
Sogar durch die von der Nationaldemokratischen Partei eingeleiteten extensiven Kampagnen, die darauf abzielten die Unterstützung dieses Slogans einzudämmen und stattdessen die Trennung von Staat und Religion zu behaupten, hat die NDP sowie andere gruppen entweder islamische oder koptische religiöse Figuren zu Hilfe gezogen, um Unterstützung für ihre Programme zu gewinnen.
Einige Analysten fürchten, dass solch eine Einführung von Religion in die Politik, die Reformen hin zu einem säkularen und liberalen Land gefährden und ihre koptisch-christliche Bevölkerung verunsichern könnte.

### Misserfolg des Säkularismus
Die offiziellen politischen Parteien und speziell die sozialliberale Linke haben ihre Sitze wie ihren ideologischen Einfluss durch die abstimmende Bevölkerung verloren. Zusätzlich zur symbolischen und führenden Figuren, die ihre Sitze verloren, wie Aiman Nur von der al-Ghad-Partei und Monir Fakhri Abdel Nour von der Neuen Wafd-Partei, brachten die Erfolglosigkeit ihrer Ideen sowie ihr Fehlen von Mobilität und echter politischer Aktivität auf weniger als 10 Sitze, was eine Prozentzahl von nur 2,2 % ist.
Die wichtigsten politischen Parteien bildeten die Vereinigte Nationale Front für Wandel (UNFC), welche vieldeutige Programme für den politischen und konstitutionellen Reform liefert, allerdings ohne irgendeine Verbindung zur Graswurzelwählerschaft, was Verluste en gros für ihre aufs Feld geschickten Kandidaten zur Folge hatte.
Der politische Misserfolg schließt nicht nur die Opposition mit ein, sondern auch die Nationaldemokratische Partei. Die NDP verlor in dieser Wahl über 100 ihrer Sitze, mit einigen ihrer einflussreichsten Reformfiguren sowie lang dienenden politischen Figuren. Die NDP hat es auch verfehlt, die Wahlbeteiligung zu erhöhen. Die niedrige Wahlbeteiligung, welche auf etwa 25 % geschätzt wurde geht damit einher, dass etwa die Hälfte der Stimmen für die Muslimbruderschaft Proteststimmen gegen die NDP war.
Die NDP hält weiterhin eine komfortable Mehrheit von 68 % der Sitze in der Versammlung, was es dazu befähigt, ihr Programm der Wirtschaftsliberalisierung voranzutreiben. Allerdings wird der Prozess nicht mehr reibungslos wie zuvor verlaufen können.